# Pakulaid
Pakulaid est une île d'Estonie.